# Otto Westphalen
Otto Westphalen (ur. 12 marca 1920 w Hamburgu, zm. 9 stycznia 2008, tamże) – dowódca U-Bootów U-121 i U-968  w czasie II wojny światowej, porucznik, kawaler Krzyża Żelaznego.
W styczniu 1944 roku był członkiem sądu wojennego, który skazał Oskara Kuscha, dowódcę U-154, na śmierć pod zarzutem szerzenia defetyzmu.